# ФК Прогрес Нидеркорн
Прогрес Нидеркорн (на люксембургски: Football Club Progrès Niederkorn) е футболен клуб от квартал Нидеркорн на град Диферданж, Люксембург. Участва в шампионата на Люксембург по футбол. Клубът е основан през 1919 г. Прогрес е трикратен шампион на Люксембург и четирикратен носител на националната купа.

## Предишни имена
| Години  | Име                  |
| ------- | -------------------- |
| 1919    | ФК Прогрес Нидеркорн |
| 1940    | ФК Нидеркорн         |
| от 1944 | ФК Прогрес Нидеркорн |

## Успехи
- Шампионат на Люксебург по футбол
  -  Шампион (3): 1952/53, 1977/78, 1980/81
  -  Вицешампион (7): 1931/32, 1936/37, 1976/77, 1978/79, 1981/82, 2017/18, 2022/23
  -  Бронзов медал (8): 1930/31, 1932/33, 1939/40, 1945/46, 1953/54, 1955/56, 1979/80, 1983/84
- Купа на Люксембург по футбол
  -  Носител (5): 1932/33, 1944/45, 1976/77, 1977/78, 2023/24
  -  Финалист (3): 1945/46, 1955/56, 1979/80
- Почетна дивизия (Втора лига)
  -  Шампион (3): 1967, 1974, 1989/90

## Участие в евротурнирите
| Сезон                      | Турнир | Кръг | Клуб           | Резултат     |
| -------------------------- | ------ | ---- | -------------- | ------------ |
| КНК 1977 – 1978            | 1R     |      | Вайле Болдклуб | 0 – 1, 0 – 9 |
| КЕШ 1978 – 1979            | 1R     |      | Реал Мадрид    | 0 – 5, 0 – 7 |
| УЕФА 1979 – 80             | 1R     |      | Грасхопър      | 0 – 2, 0 – 4 |
| КЕШ 1981 – 82              | 1R     |      | Гленторан      | 1 – 1, 0 – 4 |
| УЕФА 1982 – 83             | 1R     |      | ФК Сервет      | 0 – 1, 0 – 3 |
| Лига Европа УЕФА 2015 – 16 | 1Q     |      | Шамрок Роувърс | 0 – 0, 0 – 3 |

- Домакинските срещи са с удебелен шрифт